# Дуплий, Сергей Прокофьевич
Сергей Прокофьевич Дуплий (1904—1984) — советский лётчик минно-торпедной авиации в годы Великой Отечественной войны, Герой Советского Союза (5.11.1944). Гвардии полковник (5.02.1952).

## Биография
Родился 23 сентября (по новому стилю — 6 октября) 1904 года в селе Сидоровка (ныне — Корсунь-Шевченковский район Черкасской области Украины) в семье крестьянина. После окончания техникума работал в совхозе.
В 1926 году был призван на срочную службу в Рабоче-крестьянскую Красную Армию. Отслужив положенный срок, подал рапорт о направлении в военную школу, и в сентябре 1929 года был зачислен в неё. В 1932 году окончил Закавказскую пехотную школу имени 26 Бакинских комиссаров. С марта 1932 года служил в стрелковых частях.
В октябре 1933 года зачислен в ВВС и вновь направлен учиться. В 1934 году окончил 9-ю военную школу лётчиков и лётчиков-наблюдателей ВВС РККА, которая действовала в Харькове. С 1934 года проходил службы в авиационных частях ВВС Черноморского флота. В эти годы окончил также в 1937 году Специальные курсы командного состава ВМФ имени ЦИК Татарской АССР и в 1938 году — курсы штурманов при Военно-морское авиационное училище имени И. В. Сталина в Ейске. В апреле 1940 года был назначен штурманом эскадрильи 2-го минно-торпедного авиационного полка ВВС Черноморского флота.
С июня 1941 года — на фронтах Великой Отечественной войны. Участвовал в обороне Одессы и в обороне Севастополя, в битве за Кавказ. Много летал на выполнение заданий по нарушению морских перевозок противника на Чёрном море. Всю войну прошёл в составе своего полка, которому приказом Народного комиссара ВМФ СССР № 73 от 3 апреля 1942 года было присвоено гвардейское звание и он был преобразован в 5-й гвардейский минно-торпедный авиационный полк ВВС ВМФ.
К маю 1944 года флаг-штурман 5-го гвардейского минно-торпедного авиаполка 1-й минно-торпедной авиадивизии ВВС Черноморского флота гвардии майор С. П. Дуплий совершил 189 боевых вылетов на самолёте «Ил-4», в том числе 92 в ночное время. Потопил лично и в группе 7 морских транспортов, 2 сторожевых катера, 6 торпедных катеров, 2 тральщика. Выполнил 27 боевых вылетов на минные постановки, выставив 54 морские мины. При ударах на сухопутным фронте уничтожил 10 танков, 20 автомашин с живой силой и техникой, 12 артиллерийских батарей, 15 вражеских самолётов на аэродромах..
Указом Президиума Верховного Совета СССР от 5 ноября 1944 года за «образцовое выполнение боевых заданий командования на фронте борьбы с немецкими захватчиками и проявленные при этом мужество и героизм» гвардии майор Сергей Прокофьевич Дуплий был удостоен высокого звания Героя Советского Союза с вручением ордена Ленина и медали «Золотая Звезда» за номером 3814.
К маю 1945 года выполнил 230 боевых вылетов. Участвовал в Крымской и Ясско-Кишинёвской наступательных операциях.
После окончания войны продолжил службу в морской авиации. В мае 1945 года его назначили флагманским штурманом 2-й гвардейской минно-торпедной авиационной дивизии имени Героя Советского Союза генерал-майора авиации Н. А. Токарева. С июля 1951 года служил членом квалификационной комиссии Авиации ВМС. В июне 1953 года полковник С. П. Дуплий был уволен в запас.
Проживал в Москве, умер 9 июня 1984 года, похоронен на Донском кладбище Москвы.

## Награды
- Герой Советского Союза (5.11.1944)[5]
- Два ордена Ленина (5.11.1944, 21.08.1953)
- Четыре ордена Красного Знамени (29.01.1942, 15.08.1942, 10.06.1943, 30.04.1947)
- Орден Нахимова 2-й степени (29.03.1946)
- Орден Красной Звезды (3.11.1944)
- Медаль «За оборону Одессы» (1944)
- Медаль «За оборону Севастополя» (1943)
- Медаль «За оборону Кавказа» (1945)
- Ряд других медалей СССР
- Нагрудный знак «50 лет пребывания в КПСС»[4]

## Память
- Имя С. П. Дуплия высечено на плите на Аллее Героев в городе Чугуев Харьковской области Украины и на стеле у обелиска Славы на Мемориальном комплексе «Сапун-гора» (Севастополь).
- Бюст С. П. Дуплия установлен на Аллее Славы в посёлке Вольное в Джанкойском районе Крыма.